# Bosc Nacional Angelina
El Bosc Nacional Angelina (Angelina National Forest), localitzat a l'est de Texas (Estats Units), es compon principalment del pi melis (Pinus palustris), i el pi de fulles curtes (Pinus echinata) i el Pinus taeda. Hi ha dues àrees salvatges dins dels límits del bosc que envolta l'embassament Sam Rayburn. L'Angelina ofereix un hàbitat per al picot d'escarapel·la vermella que està en perill d'extinció i un hàbitat d'hivernada per al pigarg americà.:303–305

## Gestió
El bosc es gestiona conjuntament amb altres boscos nacionals situats a Texas, incloent Davy Crockett, Sabine, Sam Houston, així com les Praderies Nacionals Caddo i Lyndon Baines Johnson al nord-est de Texas, i el Bosc Experimental Stephen F. Austin al nord de Lufkin. La seva seu (supervisor's office) es localitza a Lufkin mentre l'oficina de guardaboscos que serveix el Bosc Nacional Angelina es troba a Zavalla.

## Àrees salvatges

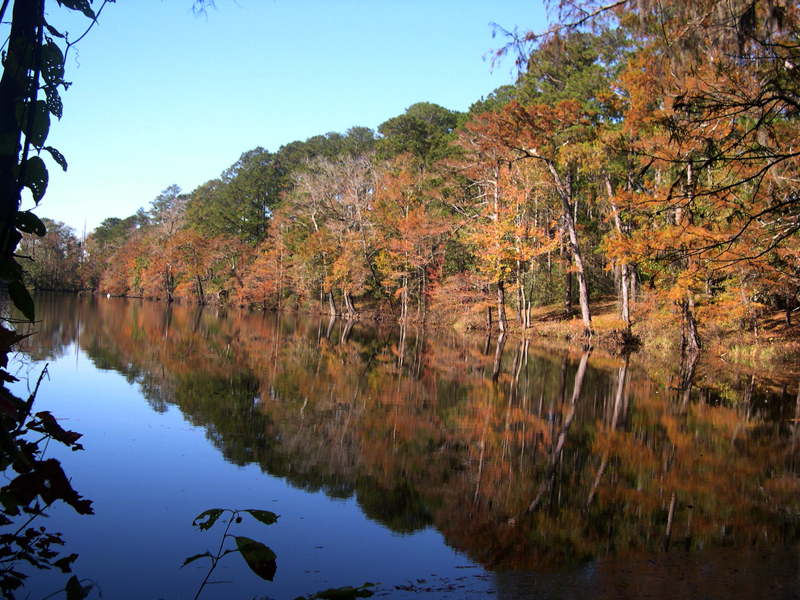
El llac Bouton al sud-est de l'àrea salvatge Upland Island

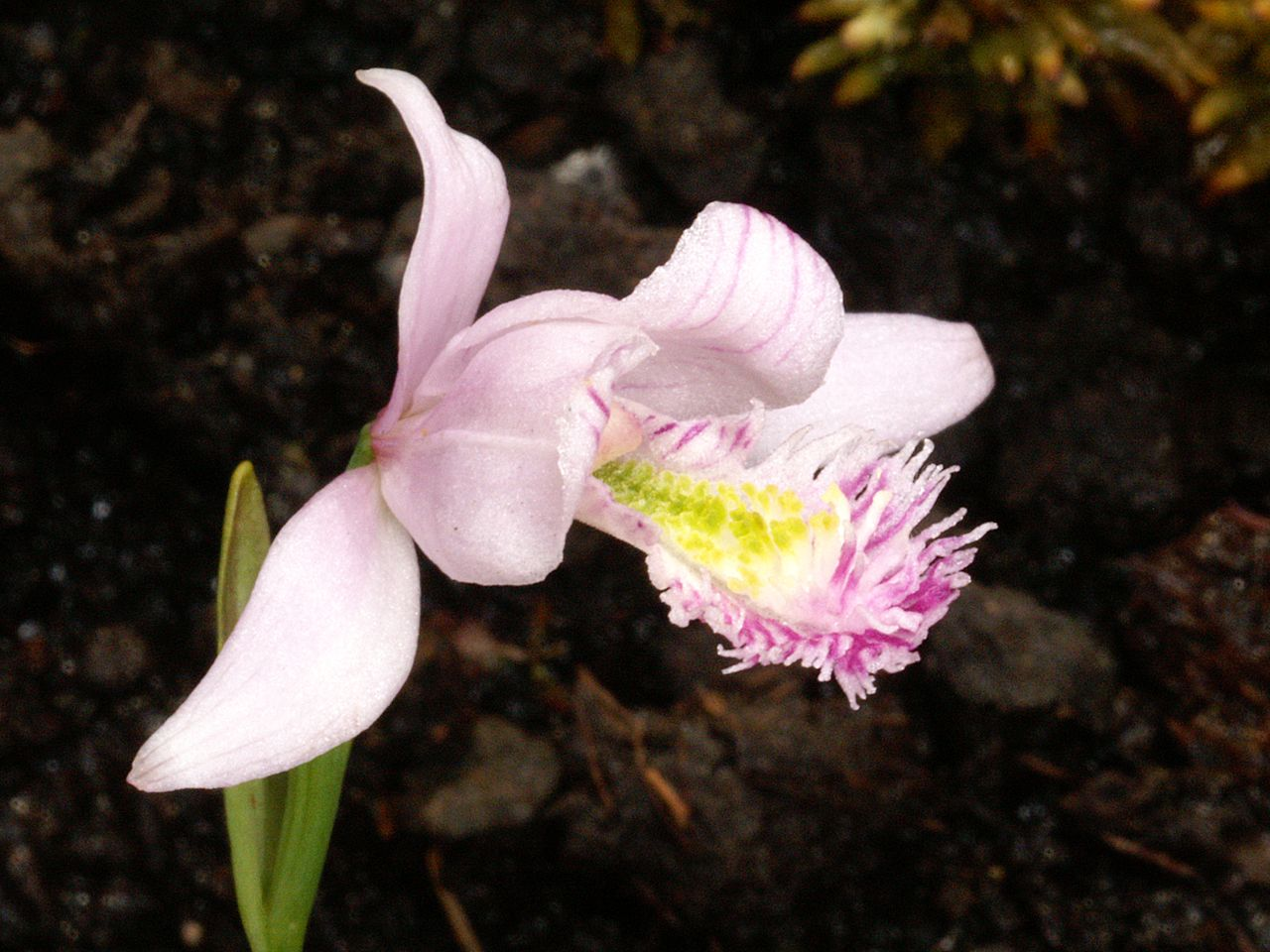
Pogonia ophioglossoides, una flor que es pot trobar a l'àrea salvatge Upland Island

Upland Island. El 1930, fusters havien talat gairebé tots el pins amb valor comercial, deixant només unes petites "illes" d'arbres immadurs. Però una espessa capa de pins frondosos de segon creixement ara omple aquesta àrea salvatge. Upland Island pot ser el terreny més interessant dins del boscos nacional situats a Texas, amb flora que inclou trampes de gerro, azalees silvestres i pogònies rosa (Pogonia ophioglossoides), un membre de la família de orquídies.
Turkey Hill. Els visitants al bosc potser anticipen que galls dindi corrin pels turons de Turkey Hill, però han de conformar-se amb cérvols, serps i picades ocasionals d'insectes. Un espès bosc amb arbres de fusta dura i pins cobreix aquests suaus turons, així com els pendents més pronunciats cap al nord i l'est. El cim de Turkey Hill domina el racó sud-est de l'àrea salvatge, aconseguint una altitud de 91 metres.